# 民国100年問題
民国100年問題（みんこくひゃくねんもんだい）とは、民国紀元（中華民国紀元）を使用している台湾（中華民国）で懸念された、2000年問題に類似したコンピュータシステムの問題（年問題）。「2011年問題」とも呼ばれる。また2000年問題の別名「ミレニアム・バグ」（中国語: 千年蟲）や「Y2K」をもじって、「百年蟲 （民國百年蟲）」とも「Y1C」とも呼ばれる。

## 原理
民国紀元とは、中華民国が成立した1912年を元年とする紀年法である。1949年までは中国大陸で民国紀元が使用されていたが、現在では中華民国政府が実効支配する領土（台湾、澎湖、金門、馬祖）で、西暦とともに使用されている。そのため、戦後台湾では、現在でも公文書や食品の賞味期限などでは民国紀元がよく用いられている。日本や戦前台湾での元号と同様の使われ方である。
2010年までは民国紀元は2桁だったが、2011年には3桁になるため、アプリケーションソフトウェア内部で年を民国2桁で表現しているシステムが使われていた場合、「民国100年（2011年）＝民国0年」として認識されることで、システムが正しく扱うことができず、2000年問題と類似した誤動作を起こす恐れがあると指摘されていた。そのため、中華民国政府は対策に乗り出した。

## 結果
- 2010年7月、100年問題により、宜蘭県宜蘭市と高雄県永安郷の400世帯が、最高で1億2000万台湾元という高額の電気料金を請求された[1]。なおこの種のバグでは、内部で未来の日付を扱っていた場合、問題となる日付（この場合2011年）より以前に障害が発生することになる。
- iPhoneのアラームが2011年になると鳴らなくなるという障害が起こった。100年問題との関係は不明だが、100年問題と結びつける報道もある[2]。